# Mảnh ghép tình yêu
Mảnh ghép tình yêu (tựa gốc tiếng Anh: Definitely, Maybe) là một bộ phim hài-chính kịch lãng mạn của Mỹ năm 2008 do Adam Brooks đạo diễn và viết kịch bản. Phim có sự tham gia của Ryan Reynolds, Isla Fisher, Rachel Weisz, Elizabeth Banks, Abigail Breslin và Kevin Kline. Phim khởi chiếu ở Việt Nam vào ngày 4 tháng 4 năm 2008.

## Nội dung
Năm 2008, William "Will" Matthew Hayes làm việc ở công ty quảng cáo tại thành phố New York và đang trong thời gian ly dị. Maya, đứa con gái 10 tuổi của Will, sau khi học một buổi giáo dục giới tính thì đòi bố kể lại chuyện ngày xưa bố và mẹ gặp nhau. Will đồng ý kể nhưng đổi tên nhân vật và một số sự thật để Maya đoán xem người phụ nữ nào thật sự là mẹ cô bé.
Năm 1992, Will có cô người yêu thời đại học là Emily Jones, nhưng anh phải rời khỏi Madison, Wisconsin để đến New York làm công việc ủng hộ chiến dịch bầu cử Bill Clinton. Trước khi Will đi, Emily nhờ anh gửi một món hàng cho một người bạn của cô là Summer Hartley. Ở New York, Will gặp một cô đồng nghiệp nhí nhảnh là April Hoffman, sau đó anh đưa món hàng cho Summer. Món hàng được tiết lộ là cuốn nhật ký của Summer, Will thử đọc qua mới biết rằng trước đây cô có cảm tình nhẹ với Emily. Summer đang hẹn hò với giáo sư của cô, Hampton Roth, nhưng bất ngờ hôn Will.
April dẫn Will về căn hộ của cô, nơi Will thấy có nhiều cuốn sách Jane Eyre. April giải thích rằng bố cô từng tặng cô một cuốn sách Jane Eyre đi kèm dòng đề tặng trước khi ông mất, nhưng cuốn sách đã bị thất lạc. Từ đó cô dành nhiều năm tìm kiếm cuốn sách gốc của bố mình trong những tiệm sách cũ, đồng thời sưu tập thêm nhiều sách. April và Will hôn nhau, nhưng Will đột ngột ra về. Sáng hôm sau Emily đến New York để thăm Will. Will muốn cầu hôn Emily thì cô thú nhận rằng cô đã ngủ với anh bạn cùng phòng, ngụ ý đòi chia tay Will và thúc giục anh tiếp tục theo đuổi khát vọng của anh.
Sau khi Clinton được đắc cử, Will mở một văn phòng chính trị riêng và gửi thư một cách thân thiết cho April khi cô đi du lịch vòng quanh thế giới. Anh gặp lại Summer, hiện đang độc thân và làm phóng viên, cả hai bắt đầu cuộc tình mới. April từ nước ngoài trở về định thổ lộ tình cảm với Will, nhưng cô phát hiện anh sắp cầu hôn Summer. Will biết được Summer đang viết một bài báo chống lại ứng cử viên của anh, điều này sẽ phá hỏng chiến dịch bầu cử của anh. Will bảo Summer đừng xuất bản nó, cô từ chối nên anh đành phải chia tay cô. Bài báo ảnh hưởng xấu đến chiến dịch bầu cử, Will bị mất sự nghiệp chính trị và bạn bè.
Nhiều năm sau, Will cảm thấy chán nản với công việc mới, trong khi April có người bạn trai mới tên Kevin. Cô tổ chức tiệc sinh nhật cho Will, sắp xếp cho anh hội ngộ những người đồng nghiệp cũ, sau đó hai người có cuộc tranh cãi. Đi ngang qua một tiệm sách, Will đã tìm ra cuốn sách Jane Eyre gốc của bố April. Will định trao cuốn sách lại cho April, nhưng quyết định ra về khi thấy Kevin đang sống chung nhà với cô. Will gặp lại Summer và được Summer mời đến bữa tiệc, tại đó anh gặp lại Emily.
Thời điểm hiện tại, Maya suy luận rằng Emily - tên thật là Sarah - chính là mẹ mình, điều đó đã đúng. Will cho rằng Maya chính là kết thúc tốt đẹp của câu chuyện tình của anh. Khi lục lại đống đồ cũ, Will tìm thấy cuốn sách của April. Anh đem cuốn sách đến công ty của April, trao nó cho cô rồi xin lỗi cô vì đã để quá lâu, nhưng cô đuổi anh về. Will nhận ra mình không thể sống hạnh phúc nếu thiếu vắng April, anh và Maya cùng nhau đến căn hộ của April. Lúc đầu April không cho hai bố con Will vào trong, đến khi họ bỏ đi thì cô mới đuổi theo. Will giải thích rằng anh giữ cuốn sách vì nó là vật duy nhất giúp anh nhớ về cô. April mời hai bố con Will vào trong nhà để kể cho cô nghe mọi chuyện, cô và Will hôn nhau.

## Diễn viên
- Ryan Reynolds vai William "Will" Matthew Hayes
- Isla Fisher vai April Hoffman
- Abigail Breslin vai Maya Hayes
- Elizabeth Banks vai "Emily Jones" / Sarah
- Rachel Weisz vai "Summer Hartley" / Natasha
- Kevin Kline vai Giáo sư Hampton Roth
- Derek Luke vai Russell T. McCormack
- Marc Bonan vai Kevin